# Krásný Les (Karlovy Vary)
Krásný Les é uma comuna checa localizada na região de Karlovy Vary, distrito de Karlovy Vary‎.